# Cloghan
Cloghan (irisch An Clochán, „Trittsteine“) ist eine Kleinstadt (Town) im County Offaly im Zentrum der Republik Irland. Bei der Volkszählung 2022 lebten in Cloghan 654 Personen.

## Der Ort
Cloghan liegt etwa 19 Kilometer nordnordöstlich von Birr im Westen von Offaly. Die Siedlung liegt an der Kreuzung der N62 mit den beiden Regionalstraßen R356 und R357. Nördlich von Cloghan verläuft der Grand Canal. Cloghan liegt am Rand des Moorgebiets Bog of Allen.

## Sehenswürdigkeiten
- St. Mary’s Church, erbaut um 1860

## Trivia
Teile des Films Garage wurden hier 2007 gedreht.